# Калао жовтощокий
Калао жовтощокий (Rhabdotorrhinus exarhatus) — вид птахів родини птахів-носорогів (Bucerotidae).

## Поширення
Ендемік Індонезії. Поширений на острові Сулавесі та супутних островах Лембе, Муна і Бутунг. Мешкає в низинних первинних лісах, іноді у високих вторинних лісах, зазвичай нижче 650 м над рівнем моря, але іноді до 1100 м над рівнем моря.

## Опис
Птах завдовжки до 45 сантиметрів. Хвіст самця має в середньому 19,5 сантиметрів, хвіст самиці трохи коротший, завдвожки 18 см. Дзьоб самця в середньому має 9,7 см, самиці трохи коротший, в середньому 9,1 см. Самець має переважно чорне оперення з металево-зеленим відблиском на верхній частині тіла. Обличчя і горло білі. Дзьоб рогового кольору, а на проксимальній частині нижньої щелепи має пляму від коричневого до чорно-коричневого кольору. Шолом, досить вузький, коричневий і різко закінчується перед кінчиком дзьоба. Неоперена шкіра навколо очей і на горлі тілесного кольору. Очі червоні, ноги і ступні чорні. Самиці схожі на самців, але вони мають чорне обличчя і трохи меншого розміру. Шолом закінчується на половині довжини дзьоба, а темна пляма на нижній щелепі невелика або відсутня. Шкіра навколо очей чорного кольору. Під оком є вузька жовта смужка. Шкіра на горлі варіюється від жовтого до тілесного кольору.

## Підвиди
- R. e. exarhatus (Temminck), північні райони Сулавесі, острів Лембе;
- R. e. sanfordi Stresemann, південь Сулавесі та супутні острови.